# シャイニング・フォース外伝 遠征・邪神の国へ
『シャイニング・フォース外伝 遠征・邪神の国へ』（シャイニング・フォースがいでん えんせいじゃしんのくにへ）は、1992年にセガ・エンタープライゼスが発売したシミュレーションRPG。1994年には『シャイニングフォースCD』の一作品として移植。2006年には『シャイニングフォース クロニクル』という名前で本作のリメイクがモバイルで登場。

## 概要
シャイニング・シリーズの3作目であり、シリーズ上の時系列では2作目の『シャイニング・フォース』から20年後の物語である。ストーリー的には連作となっており、次作の『シャイニング・フォース外伝II 邪神の覚醒』をクリアして完結となる。
プレイヤーは光の軍勢「シャイニング・フォース」を率い、各地を転戦して経験を積み、新たな仲間を加えながら闇の軍勢に立ち向かうことになる。
基本的なゲームの流れは前作と変わらないが、プレイヤーが自分から街でイベントを起こすという設定がなくなっている。シナリオは5章からなり、分岐などはない。
また、前作とは違い、主人公となるキャラには基本的にセリフがない。
キャラクターデザインは梶山浩が手掛けている。

## ストーリー
舞台はダークドラゴンとの戦いにシャイニングフォース（光の軍勢）が勝利した20年後の物語。ある日、ガーディアナ女王に即位した元シャイニングフォースのアンリの元に、南方の王国サイプレスからの使者を名乗る大神官ウォルドル一行が来訪する。ウォルドルはサイプレスとの友好の証と称して女王に呪いの小箱を手渡し、永遠の眠りに就かせる。そして呪いを解いて欲しければ、サイプレスに君従せよと言い残して去る。
女王の呪いを解くべく、元シャイニングフォースの一人であった戦士長ラグは、ガーディアナの精鋭とともにサイプレスへ遠征するも、それ以降消息を絶ってしまう。これに対して業を煮やしたのが、ガーディアナ2軍部隊に所属する元シャイニングフォースの子どもたち。プロンプト（前作にも登場したガーディアナ東の大陸に位置する、神々の末裔が住むと言われた町）から来訪した少年剣士ニックの提言もあって、サイプレスへの遠征を志願する。
2軍部隊の長い旅がここから始まる。

## システム
本陣では部隊を編成できる。プレイヤーキャラクターは最大18人にもなるが、実際に戦闘に参加できるのは12人までである。そのため、すでに12人以上のキャラクターがいる場合、誰かを外さなければならない。
道具屋や武器屋ではアイテムが購入できる。また、捨ててしまった重要なアイテムは、「掘り出し物」に並ぶ。

### 戦闘

#### 戦闘の流れ
戦闘が始まると、各キャラクターは素早さのステータスが高い順に行動する。点滅しているマスの範囲内に移動でき、そこから武器や魔法の範囲に敵がいれば攻撃できる。戦闘シーンはプレイヤーと敵が斜めに向き合い、攻撃方法に応じたアニメーションで描かれる。
攻撃パターンには武器を用いた通常攻撃の他に、MPを消費する魔法もある。魔法はひとつの種類につき最大4レベル存在し、レベルが高いほど消費MPが大きくなるが、威力や効果範囲は向上する。
敵も同様に行動し、味方に襲いかかってくる。敵味方関係なく魔法を封じる特殊な敵なども存在する。
主人公が倒されるとゲームオーバーとなるが、主人公だけが使える「リターン」の魔法か、アイテムの「てんしのはね」を使うことによって、ペナルティなしで戦闘から離脱できる。再び戦闘を行った場合、敵はすべて戦闘前の状態に戻る。これを利用して経験値や資金を稼ぐ設定は本作でも健在。

#### 地形効果
キャラクターの位置する地形タイプに応じて地形効果が発生する。これは数値として、画面の左上にパーセンテージで表示される。
地形効果が高いほど敵から受けるダメージは緩和されるが、一般的に高い地形効果を持つ場所は山脈地帯や岩場、森林などの足場が悪い場所で、特定の職業のユニットがそれらの場所に侵入すると著しく移動範囲が狭くなる。
例外として飛行系のユニットは地形効果を受けないが、防御面の利点が受けられず、大きなダメージを受けるリスクを伴う。

### レベルと転職
経験値が100ポイントに達するとレベルが上がる。経験値は敵へダメージを与えた時、敵の撃破時、味方の回復時などに得られ、攻撃時の獲得経験値は敵とのレベル差で大きく変動する。そのため、味方のレベルが高いと得られる経験値は少なくなり、差が極端に大きい場合は1ポイントにまで減少する。
レベルが10を超えると、教会で上級職に転職できる。転職できる職業は、転職前の職業によって1つに決まっている。転職するとレベルが1に戻るが、前作とは違いステータスは低下しない。レベルアップによるステータスの成長が早くなり、強力な武器を装備することも出来るようになる。

### 装備
装備品は「剣」、「斧」、「ランス」、「スピア」、「杖」、「矢」、「リング」の7種類に分類され、職業によって装備できる武器のタイプは決められている。 「リング」は武器とは別に装備でき、ステータスを向上させる効果がある。武器による攻撃は基本的に単体攻撃である。
「杖」、「剣」、「斧」、「ランス」は周囲4マスの敵のみを攻撃できる近接戦闘武器であり、後者になるほど攻撃性能は高くなる傾向にある。「スピア」は周囲8マスと縦横直線2マスの攻撃範囲を持つ。「矢」は周囲4マスを除き縦横直線2マス、周囲斜め1マスを基本攻撃範囲とするが、上位の矢はより広範囲の敵を攻撃できる。
また、装備品の中には使用すると魔法の効果を持つものがあり、あまり酷使すると「ひび」や「けむり」といった異常が発生する。さらに使用を続けると消滅してしまうが、その前に武器屋で修理すれば、再び使用できるようになる。
装備品の中には呪われたアイテムが存在し、装備すると外せなくなり、ダメージを受けたり行動が制限されるなどのペナルティが課せられる。しかし、呪われたアイテムの多くは強力な効果を持つ。呪いは教会で解除できる。
持てるアイテムの上限は、現在装備している武器やリングを含めて4つまでである。たとえば、騎士などは遠距離攻撃もできるが威力の低いスピアと、近接戦闘のみだが威力の高いランスを装備でき、場面によって使い分ける戦い方ができる。しかしその場合、他に持てるアイテムは2個までに制限される事となる。

### コマンドの選択方法
コマンドは十字キーの上、下、左、右に割り振られている。たとえば、戦闘時の移動後は上下左右に攻撃、待機、道具、魔法が表示され、魔法を選択した場合は覚えている魔法が表示され、レベルがあるものは更にレベル選択になる。

## 世界観
『シャイニング・フォース』の世界は一般的な剣と魔法の中世西洋ファンタジーであるが、作品によっては古代文明の遺産であるロボット系モンスターなども登場する。
主に登場する種族は一般的な「人間」のほか、上半身が人間で下半身が馬の「ケンタウロス」、小柄な体格の「ホビット」、強い力を持つ「ドワーフ」、特異な耳の形をした「エルフ(ダークエルフ)」、犬のような鼻を持つ「キャントール」、全身が毛に覆われた犬獣人の「ウルフリング」と狐獣人の「フォックスリング」、卵から孵化する「魔法生物」、ドラゴン人間の「ドラゴニュート」、空を飛び人語も扱う「鳥人」、特殊な鎧に身を包んだ「アルマジロ」、滅亡の危機にある「神竜」、古代から存在する「ロボット」など。
敵ユニットとしては「ゴブリン」、「ゾンビ」、「ペガサスナイト（ケンタウロスに羽が生えた者）」、「ドラゴン」など一般的なファンタジー系モンスターが登場する。

## 職業
本作には種族とは別に多数の職業が登場する。左は初期、右は転職後の職業名。
「剣士」→「勇者」
主人公の職業。すべてにおいて平均したステータスを持つ。倒されるとパーティー全体の敗北となり、持ち金が半分になるペナルティと共に教会に戻される。町に戻る魔法「リターン」を唯一使うことができる。武器は剣のみを装備できる。
「騎士」→「パラディン」
ケンタウロス専用の職業。武器は近接戦闘のみの「ランス」と遠距離も攻撃できる「スピア」の2種類を使うことができる。攻撃・防御のバランスが良く移動力も高いが、移動力が森・山脈・瓦礫などでは大きく落ちるのが難点。
「戦士」→「ウォリアー」
近接系の武器を使う、主にドワーフ系キャラクターの職業。移動力は高くないが足場が悪い場所でも大きく低下しない。防御力に秀でるが体力はそれほど多くなく、素早さが低い。これらのため、物理攻撃に強いが魔法攻撃に弱い。斧も使っての戦いが主体で、魔法は一切習得できない。
「魔術師」→「ウィザード」
魔法を主とした攻撃をする職業。使える魔法はキャラクターによって異なるが、基本的に1種類以上の攻撃呪文にステータス異常をもたらす魔法を覚える者もいる。武器に杖を装備できる。魔法は外れることなく防御力に関係なくダメージを与えることができ、広範囲に攻撃できるものもある。しかし、MPが尽きると戦力が大幅に低下することと、防御力が低いことが欠点である。
「僧侶」→「司祭」
回復魔法を扱うことができる。また、味方のステータスを一時的に上昇させる魔法やステータス異常を回復させる魔法を覚えることもある。魔導士よりは若干攻撃力・防御力があるが、戦士や騎士には大きく及ばない。
「アーチャー」→「スナイパー」
弓を使った遠距離攻撃を得意とする職業。弓はスピアとは違い隣接した敵を攻撃できないが、上位の武器を手に入れる事で攻撃範囲が広がる。防御力・体力は魔道士並に低い。魔法と違い、MPを消費せずに遠くの敵を攻撃できる。
「レンジャー」→「ボウナイト」
本作ではストックのみの職業。弓系の武器を使う騎士で、攻撃はアーチャーと同じだが機動力は騎士と同様。
「鳥人」→「バードラー」
飛行ユニット。壁以外の地形なら高い山でも影響なく進軍でき、移動力自体も高い。反面防御力と体力がかなり低く、地形による防御補正も得られない。剣系の武器を装備でき、素早さを中心に成長していく。
「モンク」→「マスターモンク」
僧侶よりも高い攻撃・防御力を持ち、回復魔法も使うことができるがMPが少ない。武器はグローブ系を装備可。
「獣人」→「ベルセルク」
テディ専用の職業。攻撃力と森林地帯での移動能力に優れている。武器は装備できないが、攻撃力・防御力ともに高く、その分アイテムを多く所持できるというメリットがある。
「魔法生物」
飛行能力があり、移動は地形に左右されないが、鳥人と違って高い山は越えられない。魔道士のように様々な呪文を覚え武器は装備できない。前作では防御面は魔道師よりもかなり優れていたのだが、本作ではその特性は無くなっている。

## 登場人物

### ガーディアナ2軍部隊
ニック主人公。ゲームギア版では名前変更可能だったが、モバイル版では固定となる。職業は剣士→勇者。種族は人間。プロンプト出身の少年剣士。諸国修行の旅に出ていたが、現在はガーディアナ2軍部隊に所属。サイプレスへの遠征を提言したことから2軍部隊のリーダーに推される。仲間内では寡黙な人物と言われている。
その正体は、叔父エドモンドと大神官ウォルドルの反乱によって国を追われたサイプレスの王子。元々は快活な人物だったが、反乱で父王を失ったためか、あるいは自分の素性を隠し通す用心深さのためか、前述のような寡黙さを装っていた。しかし、プロンプト（神々の末裔の国）の人間を名乗ったり、（寡黙なのに）2軍部隊にサイプレス遠征の話を持ちかけてそこのリーダーに収まるなど、策士的一面も持ち合わせている模様。
イラストでは華奢で軽装。しかも少女と見紛う外見をしているが、防御面の成長率は意外に優秀で、敵に最も狙われやすい特性も手伝って、仲間たちの盾として大活躍する。
ルース戦士長ラグの一人息子。職業は戦士→ウォリアー。種族はホビット。明るい性格だが意外に礼儀正しい一面も。移動力の低さが最大の欠点。初期メンバー。
シェイド元シャイニングフォースの一人、弓使いハンスの息子。職業はアーチャー→スナイパー。種族はエルフ。父親に似て弓の腕前がある。初期メンバー。
アピス元シャイニングフォースの一人、騎士長ケンの長男。職業は騎士→パラディン。種族はケンタウロス。父親に似て血気盛んな性格。初期メンバー。
シグ元シャイニングフォースの一人、ゴングの甥に当たる。職業はモンク→マスターモンク。種族は巨人。2軍部隊のメンバーでは年長者の一人。初期メンバー。
ウェンディ元シャイニングフォースの一人、ディアーネ、タオの末妹。職業は魔術師→ウィザード。種族はエルフ。見かけはやや幼く見えるがルースたちよりは年長者。初期メンバー。
ロウ元シャイニングフォースの一人。種族はホビット。かつては食い意地の張った享楽的な若者だったが、20年の歳月を経て精神的に著しく成長を遂げた。前作では回復役だったが、本作では専ら裏方の軍師担当。

### ガーディアナ先行部隊
ラグ元シャイニングフォースの一人。現ガーディアナ戦士長兼ガーディアナ先行部隊長。職業はウォリアー。種族はホビット。サイプレス遠征後、消息を絶っていたが、サイプレス城に潜入して入手した破邪の剣を手に、2軍部隊に加入する。
カッシングガーディアナ先行部隊の残存兵。職業は騎士→パラディン。種族はケンタウロス。2軍部隊が死の洞窟に足を踏み入れた際、サイプレス軍の罠のことを知らせる。本作では2本しかないパワースピアの使い手で、防御の成長率はアピスを超える。
ゲイツガーディアナ先行部隊の残存兵。職業はウォリアー。種族はホビット。ガンドール要塞を密かに監視していた。防御面ではルースより優れた成長率を誇る。
シュリークガーディアナ先行部隊の残存兵。職業はバードラー。種族は鳥人。ガンドール要塞に捕らわれていた。2人目の飛行ユニット。

### ガーディアナの人々
ケン元シャイニングフォースの一人。現ガーディアナ騎士長。アピスの父親。今作では2軍部隊らに代わりガーディアナの留守の預かっている。血気盛んな性格は20年前と変わっていない。
アンリ元シャイニングフォースの一人。現ガーディアナ女王。若い頃は少々気位の高い女性だったが、20年の歳月を経て成長した。ウォルドルの謀略により、呪いで永遠の眠りに就く。彼女を呪いから解放することが本作最大の目的である。

### サイプレスのレジスタンス
クレイサイプレス領ミニヨム島の村人。職業はモンク→マスターモンク。種族は巨人。妹が一人いる。その妹が自分の留守中にサイプレス兵らに襲われ、その際、島に流れ着いた2軍部隊に助けられたのを機に、そのお礼も兼ねて仲間入りする。
実はサイプレスのレジスタンスの一人なのだが、島の砦で働いていたこともあり、その伝を生かして2軍部隊を砦に手引きする。
バリーサイプレスのレジスタンスの一人。職業は鳥人→バードラー。種族は鳥人。ミニヨム島の砦に捕らえられていたが、2軍部隊に救出される。地形に関係なく移動可能である貴重な飛行ユニット。
ストックサイプレスのレジスタンスの一人。職業はレンジャー→ボウナイト。種族はケンタウロス。アスリートで密かにレジスタンス活動をしていた際、ウォルドル配下の四天王バズーの命の下、サイプレス王子抹殺の極秘作戦を知ったとしてアスリートの島民を虐殺するサイプレス兵らの非道に巻き込まれてしまう。しかし、2軍部隊の援護により事なきを得る。移動力の高さに加えて射程が長くしかも攻撃面の成長率が良い、頼れる仲間の一人。
メイフェアウォルドルに謀殺されたサイプレス大神官の娘。職業は僧侶→司祭。種族は人間。ウォルドルによって国を追われた後、アスリートのレジスタンスの元に身をやつしていた。追放された後、視力を失ったと言われているが、実際の戦闘では支障は無い。当初は攻撃魔法が無く物理攻撃力も低いため、成長させにくいのだが、ちゃんと育てるとヘルブラストやオーラなどの魔法を習得し、立派な戦力となる。
イーシャサイプレスのレジスタンスの一人。職業は魔術師→ウィザード。種族は人間。アスリート島にてバズーによって捕らえられていたが、彼が2軍部隊に倒されると同時に仲間入りを果たす。
元々は王国の宮廷魔導士であったため、王子であるニックとも面識がある模様。加入当初はブレイズ系とスロー系しか習得していないが、レベルが上がるとスパーク系も習得するため、非常に役立つようになる。

### サイプレスの元将兵たち
テディサイプレスの王宮戦士であった片目の獣人。職業は獣人→ベルセルク。種族は獣人。2軍部隊がサイプレス港に駐留している敵軍を全滅させると仲間入りする。王子であるニックと共にサイプレスから脱出した経緯がある。テディという名前は、熊のぬいぐるみの名前であることと、彼が熊の獣人であることに由来する。
ランドルフサイプレスの王宮騎士長。職業はパラディン。種族はケンタウロス。サイプレスの首都にて仲間入りする。エドモンドから軍門に下るよう誘われていたが、彼に正義が無いことを知っていたため、拒否し続けていた。しかし、その彼がウォルドルに捨て駒にされ命を落とした際は哀惜の意を述べていた。登場が遅く初期の防御力は低めなので、成長させるまでの運用には注意を要する。

### サイプレス軍
ウォルドルサイプレス王国大神官。傲慢かつ好戦的な人物。「グフフ」と笑う癖がある。先代の大神官を謀殺して地位を簒奪したことを皮切りに悪の限りを尽くす。王弟エドモンドを唆して反乱を誘発しサイプレス王国を私物化する、ガーディアナ女王に呪いをかける、極秘任務の内容を隠すだけのために自国の領民を皆殺しにしようとするなど、その悪事は枚挙にいとまない。
正体は邪神を崇めるイ・オム王国の手先。彼がサイプレスに送り込まれた一番の目的は、サイプレスの占領もさることながら、本国にとって脅威となるサイプレスの至宝・破邪の剣を死守することであった。しかしながら、ニックを中心とするガーディアナ2軍部隊によって追い詰められていき、最後は魔神を召還し自らも戦いに臨むも、空しく敗れ去ることになる。
彼とはニ連続で戦うことになるが、いずれも「デーモンブレス」という特殊技を主体とした戦い方である（オープニングデモで使用したスパークLv3は使わない）。2戦目はサソリの魔物に変身し、能力・特殊技の威力ともに格段に上昇する。しかもニックが破邪の剣で攻撃を仕掛けるまで、ダメージを与えられない。名実共に本作のラストボスと言える強敵。
バズーウォルドル配下の四天王にして本作で初めて戦うボス。アスリートの塔を占拠し、残虐な指令を下していた。凄まじい魔力を持つ魔導士で、スパークLv2を使いこなす。彼とは二度戦うことになる。
ダントムウォルドル配下の四天王の一人である獣人戦士。獣人であるためか、時折会話に唸り声が混じる。他の四天王たちとは違い、元々はサイプレス王国の家臣であった。それゆえ、ウォルドルの企みや現国王エドモンドの愚行に気づいており、王子であるニックと戦うことも本心からは望んでいなかった。しかし、主君であるエドモンドを見捨てられず、あえてニックに戦いを挑む。
ゲッペルウォルドル配下の四天王。甲冑をまとい、サイプレスの城門を守る。強者には敵味方問わず敬意を払う武人。
フレーベルウォルドル配下の女性四天王。種族はダークエルフ。上司のウォルドルに似て好戦的な性格。バズーとペアを組んで、サイプレス城内でニックらを迎え撃つ。攻撃力は本作のボスの中で最も高い。
エドモンドサイプレス王の弟にして公爵の爵位を持つ人物。ニックの叔父。小心者だが愚かで欲深い性格の持ち主だったため、ウォルドルに唆され反乱を起こし、ニックの父でもあるサイプレス王を殺害して王位を簒奪した。しかし、ニックを逃がしてしまったため、彼の報復を常に恐れている。後にウォルドルに捨て駒にされ、サイプレスの首都にてニックらと全面対決する羽目になる。その結果、命を落とす。
情けない言動とは裏腹に、彼の戦闘能力はウォルドルの四天王に匹敵し、ゲッペルからも一目置かれていた。また、防御能力に優れたニックの叔父であるゆえか、防御力にも優れている。

### その他のキャラ
ドミンゴ太古、マナリナの魔導士により創られた魔法生物らしいが、詳しいことは不明。前作にも登場していた。サイプレス大平原のどこかに身を潜めている。攻撃魔法が得意。前作と違い人語が話せる。
アミーゴドミンゴから細胞分裂して創られた魔法生物。こちらは回復魔法が得意。サイプレス城城門のどこかに潜んでいる。

## 関連商品
テレビランドわんぱっくNo.144 ゲームギア ゲーム・ヒントブック
1994年8月25日に徳間書店より発売（雑誌 65596-89）。『魔導物語I 3つの魔導球』『魔導物語II 〜アルル16才〜』『シャイニング・フォース外伝 遠征・邪神の国へ』『シャイニング・フォース外伝II 邪神の覚醒』『なぞぷよ2』の全5タイトルをまとめた攻略本。